# Ian Wright (prezentator TV)
Ian Wright (n. 17 mai 1965, Suffolk, Anglia) este un cunoscut prezentator al seriei de reportaje de televiziune despre călătorii și aventuri Globe Trekker (cunoscută sub denumirea de Lonely Planet în afara Statelor Unite ale Americii, produsă de Pilot). De asemenea, el a prezentat programul Ian Wright Live, realizat în direct cu audiență în public și care trata diferite aspecte despre călătorii.
Înainte de a deveni prezentator TV, Wright a condus un centru comunitar, împreună cu soția sa și a petrecut trei luni în Guyana ca membru al unui proiect al Fundației Prince's Trust, proiect intitulat Operațiunea Raleigh. De asemenea, are o bogată experiență de călătorie, petrecând trei luni în Egipt, șapte luni călătorind prin India și Nepal și șase luni călătorind prin Europa, în special în Polonia și România.
Călător internațional experimentat, Wright este probabil prezentatorul cel mai cunoscut al emisiunilor Lonely Planet. El este recunoscut pentru interacțiunile amuzante cu localnicii din locurile pe care le-a vizitat. În decurs de 9 ani (în perioada 1994-2003), el a prezentat 58 episoade ale programului TV, între care menționăm pe cele din zona arctică a Canadei, Nepal și din zonele deșertice din Australia centrală. Până în prezent, Wright a câștigat trei premii U.S. Cable Ace Awards pentru cel mai bun prezentator de documentare.
Unul dintre reportajele sale cele mai cunoscute, a fost călătoria sa în Venezuela, unde a trebuit să care o Anaconda împreună cu alte opt persoane, să bea sucuri exotice și să navigheze până la Cascada Angel. În alte reportaje, el a fost văzut gol-pușcă, cum a fost atunci când a alergat prin salinele din Bolivia. În călătoriile sale din Orientul Mijlociu, a fost văzut plimbându-se pe străzile din Beirut exprimându-și plăcerea de a fi în capitala libaneză. În timpul șederii în Rusia, a încercat experiența înotului în ape înghețate ca parte a tradițiilor de iarnă ale țării.
Wright realizează acum emisiunea VIP Weekends with Ian Wright pentru canalul TV Discovery Travel & Living .
În anul 2008, Wright a apărut în America the Wright Way  care este realizată de Travel Channel. În această serie de emisiuni, Wright călătorește prin diferite orașe americane și vizitează locuri interesante, interacționând cu localnicii în stilul său caracteristic.
Ian Wright este, de asemenea, un pictor talentat, el expunându-și lucrările la Chats Palace. De asemenea, el a participat la diferite programe extrașcolare pentru copii. El locuiește în prezent la Londra împreună cu soția  și copiii săi.
Obișnuiește să joace fotbal, să mănânce în oraș și să meargă în excursii în diferite zone din Anglia. Ian este vegetarian, deși a mâncat și produse din carne în documentarele realizate.

## Episoade Globe Trekker realizate
| - Alaska - American Rockies - Arctic Canada - Asia Centrală - Australia de Sud-Est - Baja California - Bolivia - Brazilia de Nord-Est - Cambodgia - Chile și Insula Paștelui - Coreea de Sud - Corsica & Sicilia și Sardinia - Cuba & Haiti - Deep South USA - Etiopia - Georgia & Armenia - Globe Shopper 2 - The Good & Bad Food Guide 2 - Great Festivals 3 - Great Journeys: Planes, Trains & Automobiles - Iran - Irlanda - Islanda și Groenlanda - Jamaica - Japonia - Las Vegas - Madagascar - Maroc - Mexicul de Sud | - Mongolia - Mozambic - Nepal - New York - Norvegia & Laponia - Noua Zeelandă - Noua Zeelandă II - Orientul Mijlociu - Outback Australia - Pacific Islands - Rio de Janeiro - Rusia - Siria, Iordania & Liban - Statele arabe din golf - Tahiti și Samoa - Tanzania și Zanzibar - Thailanda de Nord & Laos - Tokio - Toscana - Trekking in Turks & Caicos and Milford Track (New Zealand) - Tunisia & Libia - Ultimate Australia - Ultimate Caribbean - Ultimate Italy - Ultimate Mexico - Ungaria & România - Venezuela - Viena |

## Filozofia sa de călătorie
„Dacă petreci prea mult timp gândindu-te la un lucru, atunci îl pierzi! Ocaziile vin. Continuă să le cauți, întâlnește oameni diferiți și fă schimb de idei. Nu există nici o rețetă.”—Ian Wright
„Primul pas este în mintea ta. Așa că nu te mai gândi, cumpără un bilet de avion pentru mâine și apoi poți să-ți faci griji în avion pentru ce te așteaptă. Ăsta e cel mai greu pas.”—Ian Wright